# 856 TCN
856 TCN là một năm trong lịch La Mã.